# Berliner Morgenpost

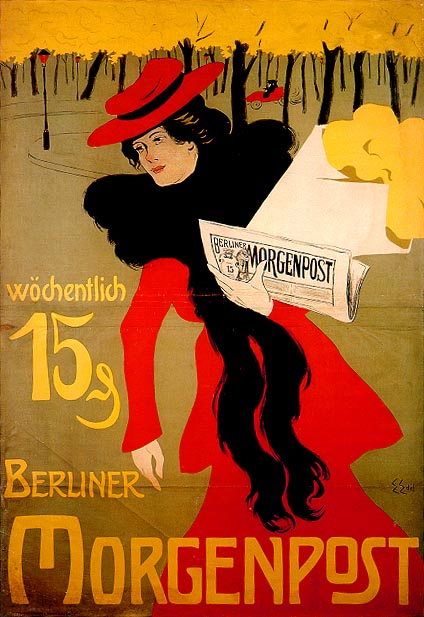
Pubblicità del quotidiano (1901)

Il Berliner Morgenpost è un quotidiano di Berlino a diffusione regionale fondato nel 1898.
È di proprietà del gruppo Funke di Essen ed ha una tiratura media di 116.000 copie (di cui circa 3.000 in formato digitale) al giorno.

## Storia
Il quotidiano fu fondato dall'editore Leopold Ullstein (1826-1899) ed uscì per la prima volta il 20 settembre 1898 con il sottotitolo "Neues Berliner Lokalblatt", ovvero "nuovo quotidiano locale berlinese".
All'epoca, una copia del quotidiano costava appena 10 Pfennig. Il basso costo favoriva anche la tiratura, che fino all'autunno del 1899 toccava le 160.000 copie al giorno.
Dopo la morte di Leopold Ullstein, avvenuta nel dicembre del 1899, la proprietà del quotidiano passò ai cinque figli di quest'ultimo, Hans, Louis, Franz, Rudolf, Hermann.
Il 10 giugno 1934, la famiglia Ullstein fu costretta a vendere la testata ai nazisti. Il quotidiano acquisì quindi un taglio propagandistico.
A cavallo della seconda guerra mondiale, la tiratura toccava le 600.000 - 700.000 copie al giorno. Il quotidiano era diffuso non solo nella capitale tedesca, ma anche nelle località della costa del Mar Baltico.
Il 1º gennaio 2014 la testata è stata rilevata dal gruppo Funke di Essen.